# Alpl
Alpl est une petite station de ski, située dans le nord-est du Land de Styrie en Autriche.